# Excellence Katharina
Die Excellence Katharina ist ein Flusskreuzfahrtschiff der Reederei Orthodox Cruises. Das Schiff verkehrt primär auf der Wolga.

## Geschichte
Das Schiff wurde 1990 unter der Baunummer 397 auf der Elbewerft Boizenburg gebaut. Es gehört zu der als Projekt 302 bezeichneten Dmitriy-Furmanov-Klasse und kam als General Lavrinenkov in Fahrt.

## Ausstattung
Die Excellence Katharina ist ein 4-Sterne-Plus-Flussschiff. Das Schiff verfügt über 91 Kabinen, verteilt auf drei Decks. Im Boots- und Oberdeck gibt es Suiten und Deluxekabinen mit Balkon. Auf dem Hauptdeck haben die Deluxekabinen normale Fenster. In allen Kabinen sind WC, Dusche, Klimaanlage, Föhn, Safe und Stromanschluss vorhanden. Auf dem Schiff gibt es ein Restaurant, eine Lounge mit Bar, ein großes Sonnendeck, Wäscheservice, medizinische Versorgung durch einen eigenen Bordarzt und einen Coiffeur. Zum Einkaufen gibt es eine kleine Boutique. Als Bordprogramm werden Vorträge, russische Tanz- und Musikabende, Chorstunden und Sprachlektionen angeboten.

## Technik
Das Schiff wird von drei Dieselmotoren mit jeweils 735 kW Leistung angetrieben. Im Bug ist ein Querstrahlruder des Typs KGB Schwerin als Manövrierhilfe eingebaut. Für die Stromversorgung stehen vier SKL-Dieselgenerator je 530 kW Leistung zur Verfügung. Der Maschinenraum befindet sich unter dem Crew-Bereich im Heck des Schiffes. 